# ادموند دولاک
ادموند دولاک (فرانسوی: Edmund Dulac‎؛ ۲۲ اکتبر، ۱۸۸۲ – ۲۵ مه، ۱۹۵۳) نقاش و تصویرگر فرانسوی مقیم لندن بود. او در مدرسه هنرهای زیبا هنر آموخت و سپس به تصویرگری آثار خواهران برونته، مجلات، کتابهای کودکان و طراحی تمبر پرداخت.